# Алитуб
Алитуб — хутор в Аксайском районе Ростовской области.
Входит в состав Верхнеподпольненского сельского поселения.

## География
Расположен в 25 км (по дорогам) к востоку от районного центра — города Аксай, на границе с Багаевским районом. Хутор находится на левом берегу Дона.

## История
Хутор возник в начале XIX века и до Октябрьской революции 1917 года значился в Черкасском округе области Войска Донского. К 1822 году в хуторе числилось 22 деревянных дома. После окончания гражданской войны в нём проживало 1194 человека, имелся 251 двор, начальная школа, кузница, 112 колодцев и одно мелкое промышленное предприятие.
Во время Великой Отечественной войны в январе-феврале 1943 года на этой территории проходили тяжёлые кровопролитные бои. 3 февраля хутор был освобождён.
При советской власти в Алитубе располагалось третье отделение совхоза «Заречный» — овощеводческое. Работала начальная школа, почтовое отделение, был построен и до сих пор работает сельский клуб, фельдшерско-акушерский пункт, отсыпана новая щебеночная дорога, идущая со стороны Старочеркасской переправы.
8 мая 2009 года был установлен памятник погибшим воинам.

## Население
| 1989 | 2002 | 2010 |
| ---- | ---- | ---- |
| 262  | ↗356 | ↗422 |

## Улицы
| - ул. Богатырская - ул. Донская - ул. Заречная - пер. Казачий - пер. Колодезный | - ул. Крученая - ул. Луговая - ул. Российская - пер. Туба |